# SkipStone
Skipstone je webový prohlížeč postavený na GTK+, který využívá renderovací jádro Gecko, které používá například Firefox. Snahou tvůrců je vytvořit jednoduchý webový prohlížeč s málo závislostmi. Poslední verze je 0.9.6, která byla vydána 4. dubna 2006.